# Kobe
Kobe (jap. 神戸市 Kōbe-shi) – miasto portowe w Japonii, położone na wschodnim wybrzeżu wyspy Honsiu (Honshū) pomiędzy zatoką Osaka (Ōsaka-wan) a łańcuchem niskich gór Rokkō (Rokkō-sankei) o długości 56 km. Ich częścią jest pasmo również niewysokich gór o nazwie Tanjō-sankei lub Tanjō-Taishaku. Najwyższym szczytem jest Rokkō (931 m). 
Kobe jest stolicą prefektury Hyōgo i jednym z dziesięciu największych miast Japonii. Leży w regionie Kinki (Kansai), 30 km na zachód od Osaki. Należy do obszaru metropolitalnego Keihanshin liczącego ok. 18 mln mieszkańców.
Miasto dzieli się na dziewięć dzielnic: Nishi, Kita, Tarumi, Suma, Nagata, Hyōgo, Chūō, Nada, Higashi-Nada.

## Historia
Znaleziska archeologiczne wskazują na istnienie osad ludzkich na terenie zachodniej części dzisiejszego Kobe już w okresie Jōmon (lata 12 000 p.n.e. do 300 p.n.e). Region Kobe jest wzmiankowany w starej kronice Nihon-shoki, opisującej założenie chramu Ikuta przez cesarzową Jingū w roku 201 n.e. ku czci bogini Wakahirume-no-Mikoto. Nazwa Kobe wywodzi się rzekomo od słowa kanbe (kamube), oznaczającego rodziny, które opiekowały się sanktuariami. Dla mieszkańców chram jest symbolem odradzania i nadziei, ponieważ przetrwał nienaruszony wiele tragedii: wojen, powodzi, trzęsień ziemi
Miasto rozwijało się w dużej mierze dzięki korzystnemu położeniu, stymulującemu rozwój portu. Prowadzono stąd handel międzynarodowy m.in. z Chinami.
Przez pięć miesięcy w 1180 r. na terenie dzisiejszej dzielnicy Hyōgo mieściła się siedziba cesarza Antoku (1178–1185) o nazwie Fukuhara-kyō. W 1184 r. na terenie tym i w pobliżu chramu Ikuta miała miejsce bitwa pod Ichi-no-Tani, jedna z bitew wojny Gempei pomiędzy klanami Taira i Minamoto.
Od XIII w. port w Kobe nazywano portem Hyōgo. W 1868 r. Kobe, w wyniku restauracji Meiji, zostało razem z Osaką otwarte dla przybyszów z Zachodu, jako jedno z pierwszych japońskich miast. Do dziś w Kobe zachowała się pewna liczba zachodnich rezydencji, głównie w rejonie Kitano. W dzisiejszym kształcie miasto zostało założone w 1889 roku. Mieszka tu ponad 45,5 tysiąca obcokrajowców z ponad 100 państw. 
Podczas II wojny światowej Kobe zostało zbombardowane podczas rajdu Doolittle’a w dniu 18 kwietnia 1942 r. (wraz z Tokio i kilkoma innymi miastami), a 17 marca 1945 r. bombami zapalającymi przez bombowce B-29.
W 1995 r. miało tu miejsce trzęsienie ziemi, na skutek którego zginęło ponad 6,5 tys. osób.

## Gospodarka
- Kobe jest od wieków ważnym miastem portowym. Jej port był jednym z pierwszych otwartych dla handlu zagranicznego w XIX wieku obok portów: Jokohama, Nagasaki, Hakodate i Niigata. Wielki ośrodek handlowy, finansowy i przemysłowy: stoczniowy, maszynowy, lotniczy, hutniczy, elektroniczny i chemiczny[2].

- Dzielnica Nada to region produkujący najwięcej sake w Japonii. Słynie z wysokiej jakości ryżu, odpowiedniej wody i sprzyjających warunków pogodowych w okolicy. Bliskość portów ułatwia dystrybucję gotowych wyrobów od dawnych czasów. Niektórzy producenci posiadają muzea, inni organizują sale wystawowe dla publiczności i pozwalają degustować sake. Mają też własne restauracje i sklepy, które oferują nie tylko sake, ale także produkty spożywcze, przyprawy i marynaty warzywne, które są przygotowywane m.in. z osadu pozostającego po przefiltrowaniu sake[6].

- Wołowina „kobe” jest jednym z kilku rodzajów wagyū, czyli bydła hodowanego w całym kraju i często kojarzonego z obszarem hodowli. Jest produkowana z bydła rasy tajima, pochodzącego z górzystego regionu Tajima w północnej części prefektury Hyōgo[d]. Po uboju mięso musi spełniać wiele wymagań. Tylko najwyższej jakości delikatne mięso o wyjątkowo wysokim poziomie marmurkowatości tłuszczu otrzymuje etykietę Kobe Beef, która jest ściśle zastrzeżonym znakiem towarowym[e]. Podaje się ją zwykle jako: steki, shabu-shabu (cienkie plastry mięsa szybko gotowane w bulionie), sukiyaki (plastry mięsa gotowane na wolnym ogniu w gorącym garnku) i teppan-yaki (szef kuchni grilluje mięso na stalowej płycie na oczach gości)[7][8].

## Transport
Ważny węzeł komunikacji drogowej i kolejowej, w tym stacja Shin-Kōbe linii superekspresów San'yō Shinkansen.
W 2006 r. oddano do użytku nowy Port Lotniczy Kobe (Kōbe Kūkō, Kobe Airport), usytuowany na sztucznej wyspie 8 km od brzegu.
Wielki Most Akashi Kaikyō (Akashi Kaikyō Ō-hashi) łączy Kobe poprzez wyspę Awaji z wyspą Sikoku (Shikoku). Do 2022 roku był najdłuższym i najdroższym mostem na świecie, kiedy został oddany do użytku Most Çanakkale 1915 w północno-zachodniej Turcji nad cieśniną Dardanele.

## Galeria

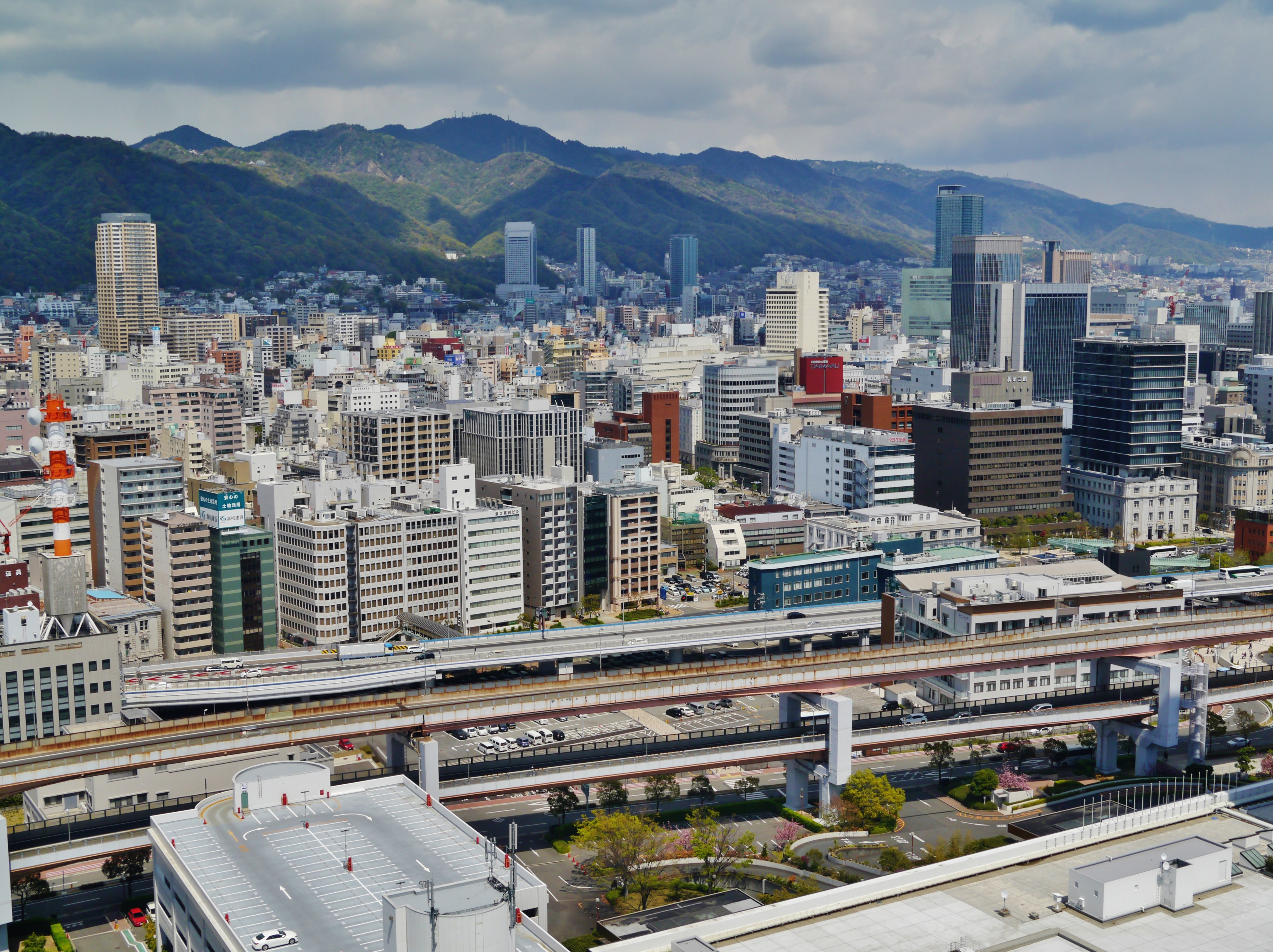
Panorama miasta widziana z Kobe Port Tower
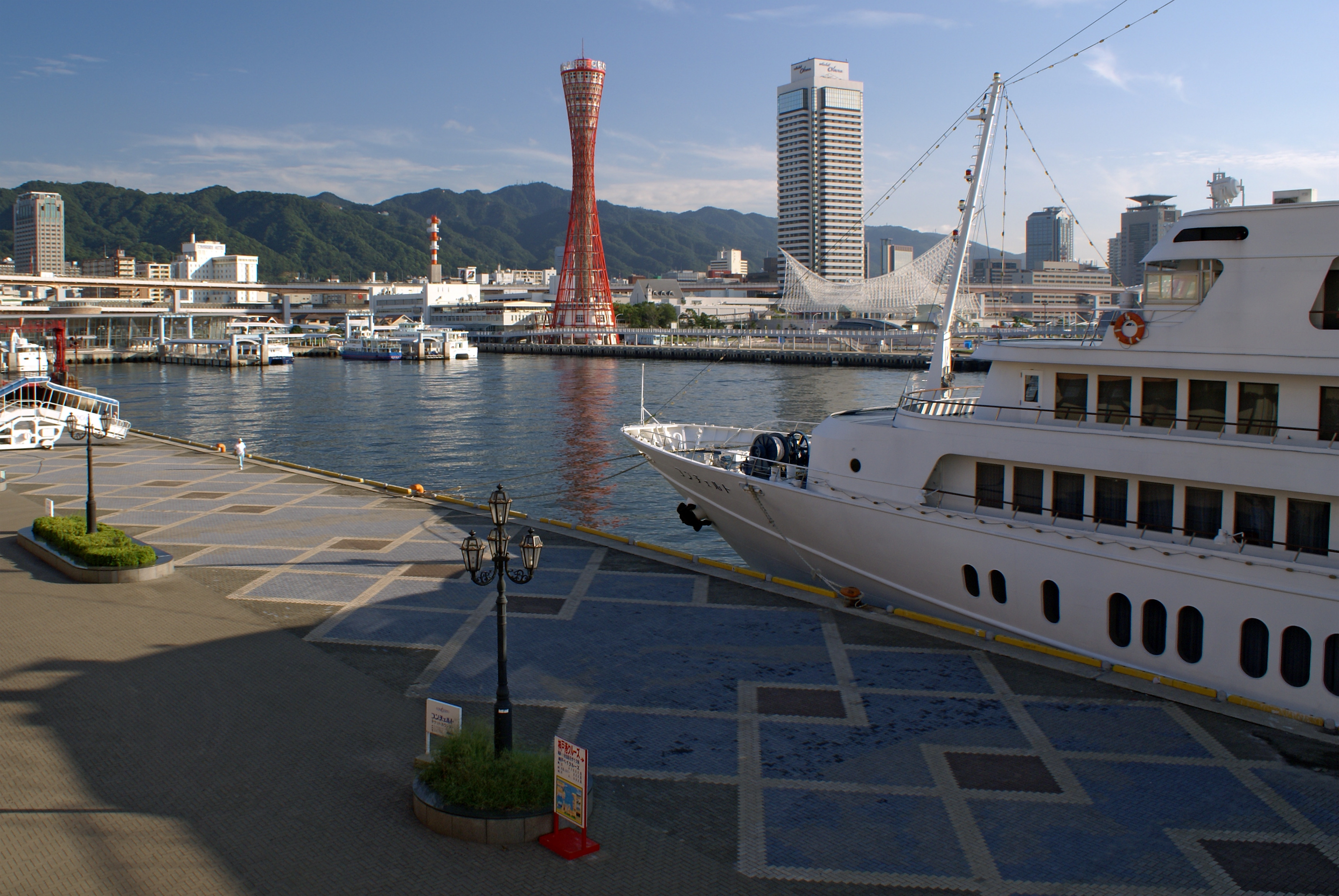
Port, pośrodku Kobe Port Tower, po prawej wieżowiec Hotel Okura Kobe
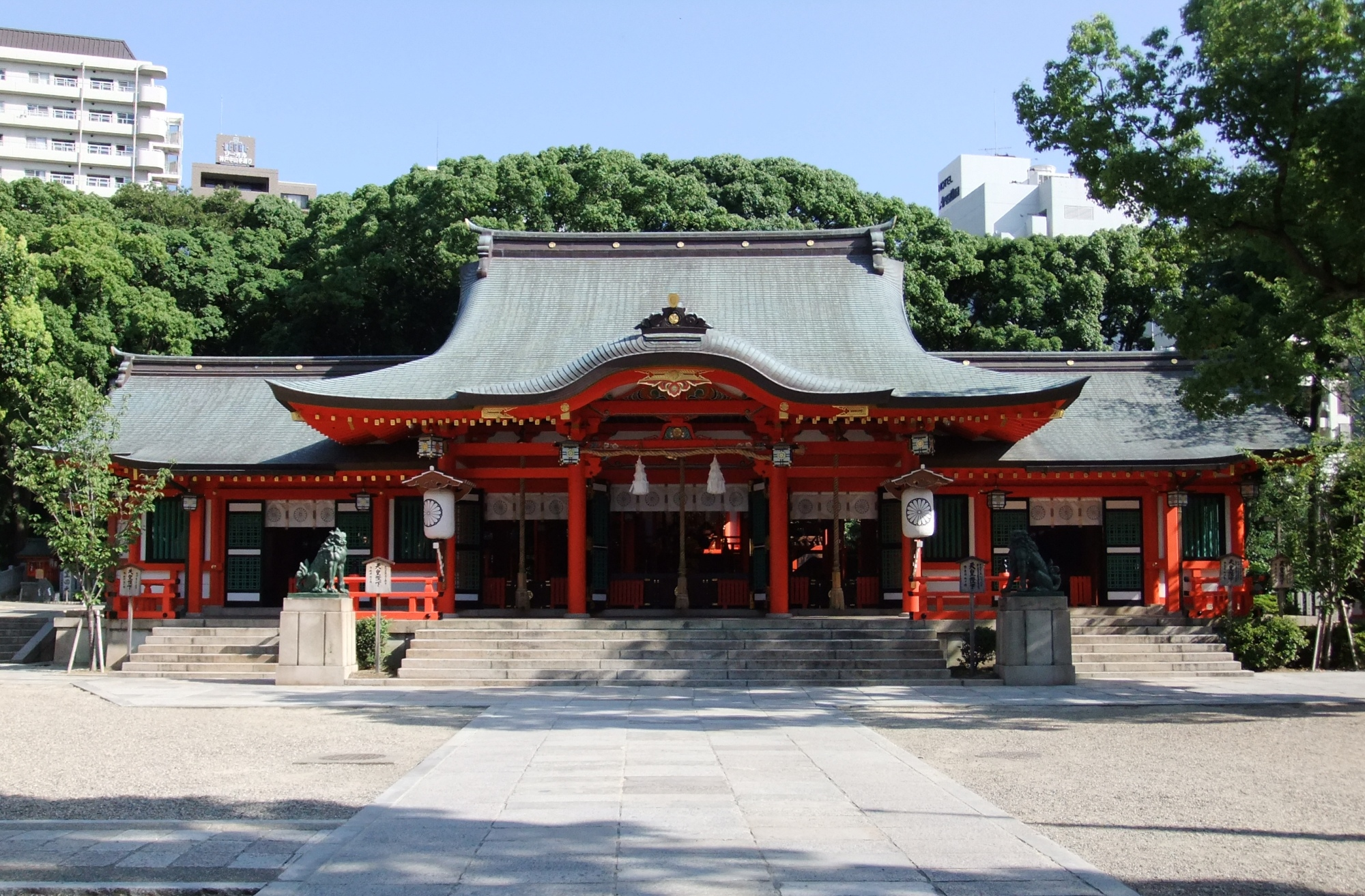
Chram Ikuta
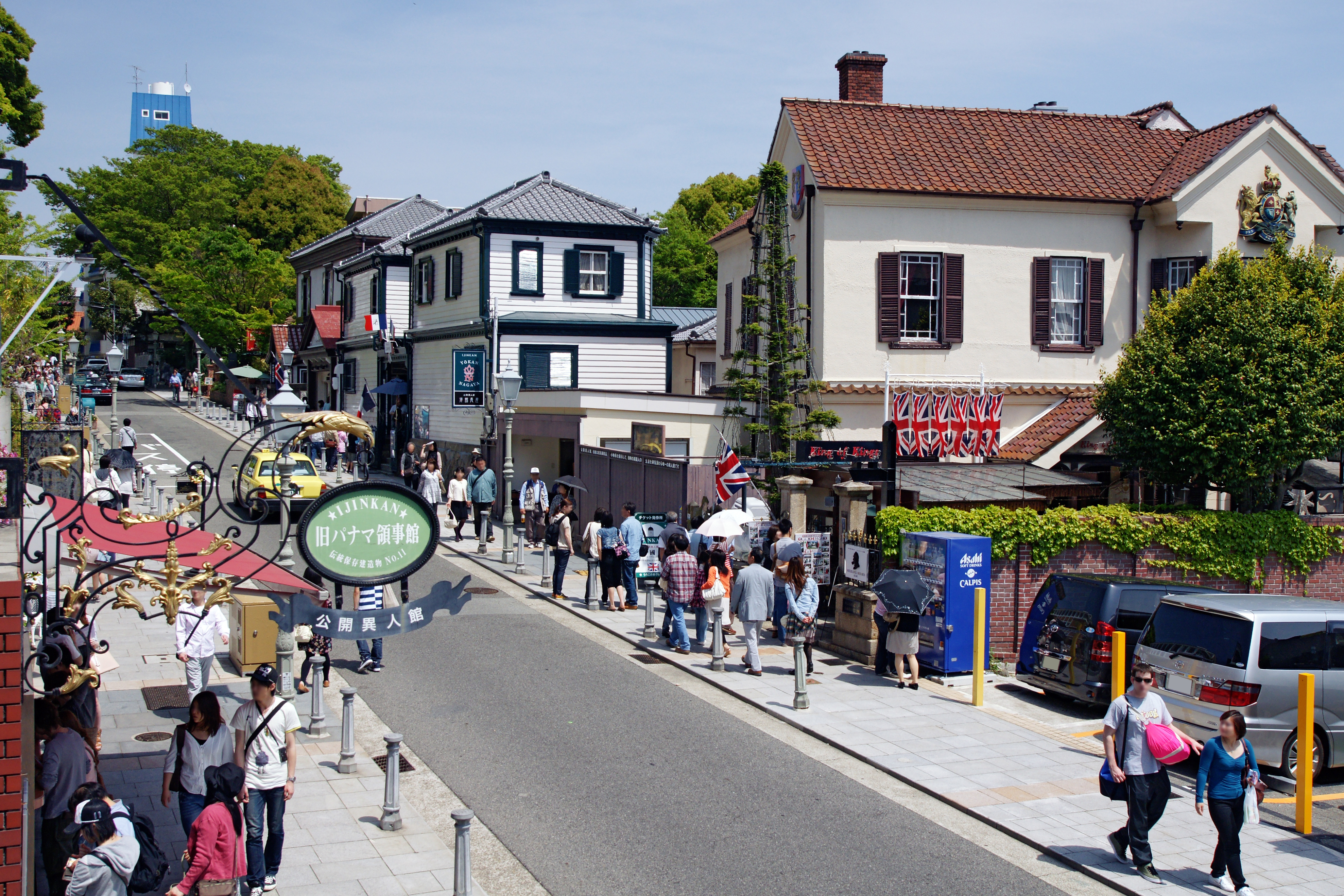
Kitano, ulica zachodnich rezydencji
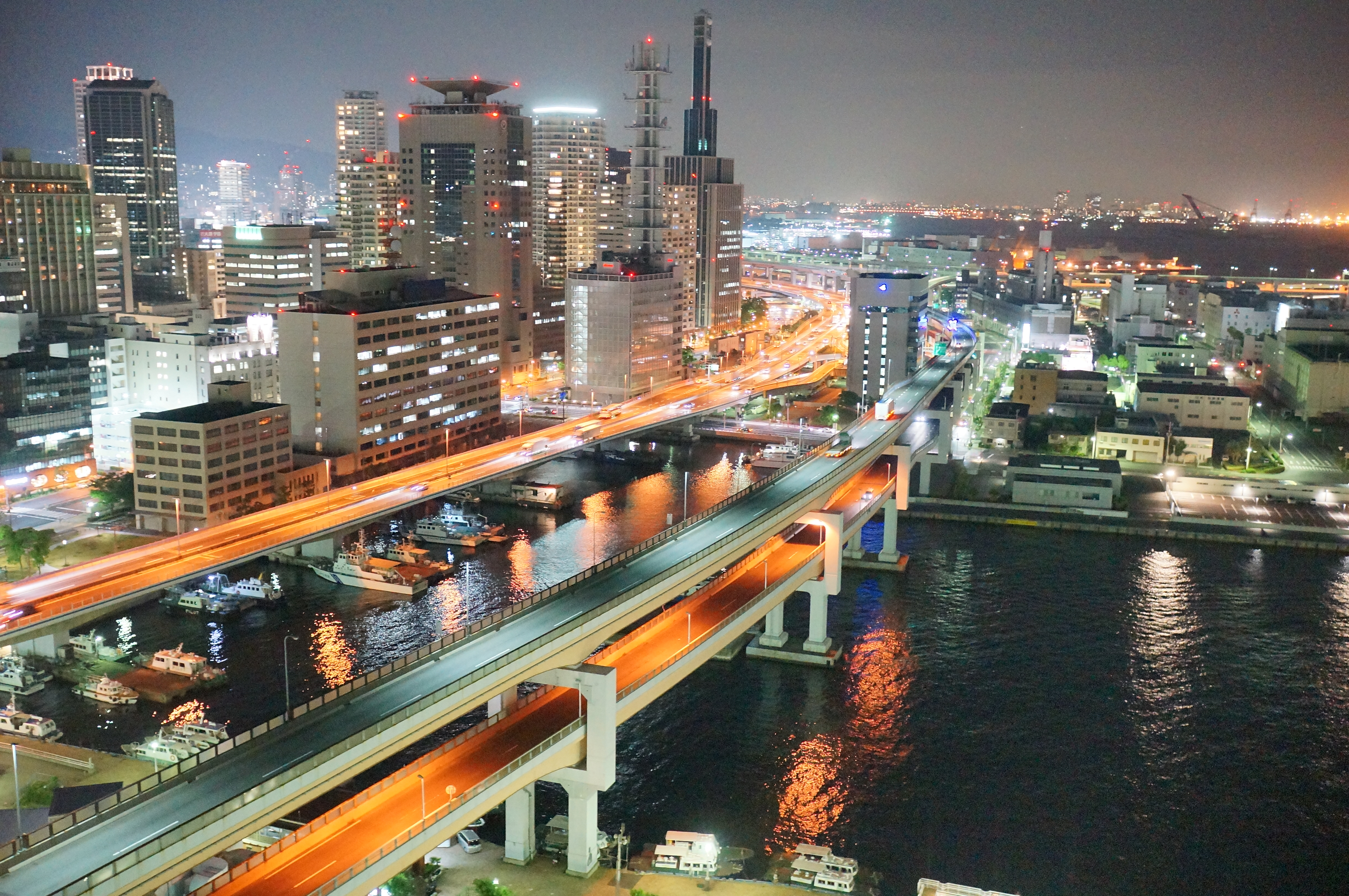
Nocna panorama